# Revolt de la Llau de Segan
El Revolt de la Llau de Segan és un indret del terme municipal de Conca de Dalt, a l'antic terme d'Hortoneda de la Conca, al Pallars Jussà, situat en territori del poble d'Hortoneda.
És un tancat revolt de la Pista d'Hortoneda, en un lloc molt significatiu, just quan la pista travessa la llau de Segan. Es troba un quilòmetre al sud-est d'Hortoneda, al nord de les Costes del Serrat de Fosols.